# Крысы (пьеса)
Крысы (нем. Die Ratten) — трагикомедия в пяти действиях Герхарта Гауптмана, написана в 1911 году, впервые поставлена 13 января 1911 года в театре им. Готхольда Эфраима Лессинга в Берлине. Эта трагикомедия — последнее произведение натуралистического цикла Гауптмана. Действие пьесы происходит в 1885 году — в начале периода натурализма в Германии.
Пьесу Гауптман отнёс к жанру трагикомедии, но у него трагедия переплетается и превалирует над комедией. Вкрапление экспрессионистских моментов и символизм пьесы показывают хрупкость этических норм в социальном обществе имперской Германии.
После пьесы «А Пиппа танцует», писатель создаёт три неоромантические драмы на средневековые темы, а в 1911 году драматург вновь возвращается к реальности и проблемам современной Германии в пьесе «Крысы». В беседе с биографом 18 июня 1943 года, Гауптман сказал, что "в Германии нет ни Бальзака, ни Диккенса, а в немецкой литературе не существует ни одного произведения, в котором жизнь города была бы отражена, как у Диккенса. Я однажды пытался создать нечто подобное в «Крысах».

## Сюжет
В пьесе драматург отобразил жизнь в берлинских трущобах в то время, когда со всей очевидностью стал виден вопиющий разрыв между богатством и бедностью, а нищета породила возрастающую преступность. В бывшей казарме Александерплац, где обанкротившийся директор театра Харо Гассенрейтер хранит театральный реквизит, также живут главные персонажи трагедии: Генриетта и Пауль Ион, беременная Паулина Пиперкарка и наркоманка Кнобе. Писатель обозначил жанр пьесы как «трагикомедию», что говорит о противоположности действенных линий, сопровождаемых двумя основными и несколькими побочными конфликтами. В пьесе показано несколько сюжетных линий: история конфликта в бездетной семье шлифовщика Иона и его жены; линия директора театра Гассенрейтера, его почтенной супруги и легкомысленной дочки Вальбурги передаётся в комедийном ключе; судьбы фрау Ион и девушки Паулины Пиперкарка трагичны.
Семья Ионы мечтает о продолжении рода. Муж — шлифовщик Иона озабочен поиском работы с наибольшим доходом; он строг, предпочитает законность и порядок; придерживается мещанских взглядов. Он отбывает в длительную командировку, а жена, потерявшая своего первенца во время родов, берёт у горничной, девушки Паулины Пиперкарка, внебрачного и нежеланного младенца, о передаче которого они с горничной договорились ещё во время её беременности.
Когда муж возвращается домой, она начинает убеждать его, что это её родной сын. Девушка постепенно осознаёт трагичность создавшегося положения, в ней просыпается материнский инстинкт, она начинает испытывать к ребёнку любовь и настаивает на его возвращении. Фрау Ион решительно возражает против передачи младенца матери, так как та отдала его добровольно. В результате оказывается, что ребёнка дважды официально зарегистрировали, поэтому обман раскрывается. Паулина обращается за помощью к святому отцу, пастору Шпитта, но не находит поддержки. Фрау Иона обращается за помощью к своему брату, уголовному преступнику Бруно с просьбой устранить препятствие. Бруно варварски убивает Паулину. Муж фрау Ион узнаёт правду и хочет забрать ребёнка. Чувствуя, что теперь дело может обернуться не только семейными ссорами, публичным позором, но и долгими годами тюрьмы, фрау Ион не может справиться с охватившим её отчаянием и заканчивает жизнь самоубийством.
Бедность и убожество параллельно сосуществуют с другой сюжетной линией — семьёй директора Гассенрейтера. Директор выписан яркими красками, представлен как человек, полный сил и энергии, богат и беспечен, предпочитает пользоваться доступными благами жизни, полон почтения и преклонения перед бисмарковской Германией, раболепствует перед её властителями. Именно эта фигура иллюстрирует комедийный план в пьесе почти на грани гротеска. Персонаж, изображающий ученика директора, нужен Гауптману для того, чтобы вставить в пьесу свои соображения о театральном подходе к драматургии. Блестяще написанная сцена урока актёрского мастерства представляет два разных подхода к постановкам в театре. Директор предпочитает старую школу, в которой преобладают выспренность и пафос, а ученик (студент Эрик Шпитта) настаивает на том, что «простые люди могут быть такими же объектами трагедии, как Макбет и король Лир». Студент влюблён в дочь директора. От него отворачивается отец (пастор Шпитта), узнав, что он хочет стать актёром, но сюжетной линии с влюблённым студентом не дано было развиться в сатиру, так как автор свёл ситуацию к «бюргерской респектабельности». В образе пастора Шпитта в пьесе изображён лицемер, мнимая святость которого сочетается с человеческой бессердечностью.
Слова шлифовщика Иона раскрывают идейное содержание пьесы: «Слышите, как все тут трещит, как штукатурка сыплется за обоями! Все тут гнилое! Все из гнилого дерева! Все подрыто, изъедено всякой нечистью, крысами, мышами. Все качается, все каждую минуту может провалиться в подвал!». Персонаж говорит о ветхом жилье, но к финалу пьесы эта фраза приобретает символическое значение.

## Персонажи
- Генриетта Ион
- Пауль Ион
- Харо Гассенрейтер — обанкротившийся директор театра
- Вальбурга — дочь Гассенрейтера
- Пастор Шпитта
- Эрик Шпитта — сын пастора
- Паулина Пиперкарка

## Критика
Трагикомедия Г. Гауптмана «Крысы» была встречена критикой не только прохладно, но и неодобрительно. Немецкий критик П. Шлентер нашёл в пьесе мотивы ранних натуралистических драм автора, отметив как особенность смешение трагических и комических сюжетов при доминировании первых. Е. Зулгер-Гебинг увидел в этом смешении планов отголоски бульварного романа и театрального фельетона.
Критика в целом признала пьесу неудачной, отдавая дань натурализму в драматургии Гауптмана и признавая за пьесой статус его образца. Петер Сонди, театральный критик и исследователь, написал в своей книге «Теория современной драмы», отметив, что Герхарт Гауптман поместил пьесу «Крысы» в категорию «Последних немецких драм, которые все ещё остаются драмами». Оценку критик соотносит с реалиями современного Гауптману мира, но в то же время отмечает, что пьеса является «сильно сконструированным и поэтическим произведением».
По словам Сонди, включившего пьесу Гауптмана «Крысы» в раздел «Кризис драмы», она является воплощением того, что говорили в своих произведениях великие авторы современной буржуазной драмы: Генрик Ибсен и Антон Чехов, Август Стриндберг и Морис Метерлинк. Гауптмана он называет «поэтом социального сострадания», который не достигает особой позиции в кризисе драмы. Писатель, по мнению критика, обращается к прошлому, памяти и утопии, он фиксирует внимание зрителей не на действии, а на монологах, превращая драму в статичную картину и спасаясь бегством от настоящего времени.
Немецкий литературовед профессор Ганс Майер написал о драме «Крысы»: «В подзаголовке драматург назвал пьесу… берлинской трагикомедией. Здесь, как и в „Ткачах“, в сущности отсутствует так называемый „герой“. Правда, в пьесе выделяется нелепая трагическая борьба фрау Ион. Но и она — не центральная фигура драмы. Основа пьесы — взаимоотношения людей, живущих в смрадных дворах и в бельэтаже, их столкновения, дружба и вражда».
Положительный отзыв оставил Е. М. Мандельберг, увидевший в пьесе зачатки драматургических новаций, развившихся в XX веке. Он назвал её «самой значительной из драматических творений Гауптмана, написанных им накануне Первой мировой войны». Литературовед отметил, что «впервые, пожалуй, в европейской драме нового времени Гауптман сделал главных героев объектом эстетического диспута. Причем центральные герои выступают комментаторами происходящих на сцене событий».

## Фильм
По пьесе «Крысы» снят телевизионный фильм Die Ratten в 1977 году. Режиссёр Рудольф Ноэльте (нем. Rudolf Noelte), сценарист Герхарт Гауптман (нем. Gerhart Hauptmann). В фильме снимались Кордула Трантов (нем. Cordula Trantow), Гюнтер Лампрехт, Готфрид Джон и другие.
Россия
В 2008 году пьеса прошла в Александринском театре во время гастролей берлинского Дойчес-театра в постановке режиссёра Михаэля Тальхаймера, показавшего свою версию и трактовку пьесы.